# Головенко, Николай Яковлевич
Николай Яковлевич Головенко (3 апреля 1942) — украинский государственный и политический деятель, народный депутат Украины 1-го созыва, известный украинский учёный в области биохимии и фармакологии, академик НАМН Украины (1993 г.), доктор биологических наук (1981 г.), профессор (1985 г.), лауреат Государственной премии Украины в области науки и техники (2017), Заслуженный деятель науки и техники Украины (1992 г.), Лауреат Академической премии по теоретической медицине НАМН Украины, премии имени Андрея Киприанова НАН Украины, заведующий отделом физико-химической фармакологии Физико-химического института имени А. В. Богатского НАН Украины. За весомый личный вклад в обеспечении развития науки, многолетний добросовестный труд и высокий профессионализм награждён знаком Национальной академии наук Украины «За научные достижения» (2007 г.) и Орденом Преподобного Агапита Целителя Печерского НАМН Украины (2018). 
За весомый личный вклад в обеспечение развития и укрепления научно-технического потенциала Украинского государства награждён Почётной грамотой Кабинета Министров Украины (протокол Комиссии № 11 от 27 ноября 2018). Лауреат Государственной премии Украины в области науки и техники 2017 г., за роботу «Создание и производство отечественных лекарственных средств нейротропного и иммуннотропного действия».

## Биография
Родился 3 апреля 1942 года в селе (ныне город) Новая Одесса на Николаевщине в крестьянской семье. Родители, Яков Алексеевич (1908—1984) и Юлия Тимофеевна (1913—1993). В 1959 году после окончания Новоодесской средней школы № 2 начал трудовую деятельность в местном колхозе. С 1960 по 1965 гг учился в Одесском государственном университете им. И. И. Мечникова (биологический факультет), после окончания которого проходил срочную военную службу. С 1967 года — старший лаборант, аспирант, младший, старший научный сотрудник, заведующий сектором научно-исследовательской лаборатории Одесского государственного университета им. Мечникова. С 1983 г. трудовая деятельность связана с Физико-химическим институтом им. А. В. Богатского НАН Украины, где он создал и возглавил отдел физико- химической фармакологии.

## Научная деятельность
В 1973 году защитил кандидатскую диссертацию, которая была посвящена изучению молекулярного строения белковой молекулы тетаноспазмина и механизмам чувствительности животных к его действию. В дальнейшем основные научно-исследовательские работы Н. Я. Головенко имеют фундаментально-прикладной характер и сосредоточены на развитии новой перспективной и актуальной медико-биологической дисциплины — физико-химической фармакологии. Они охватывают молекулярные аспекты структуры, физических, химических, физико-химических свойств биологически активных веществ и их мишеней с целью установления общих закономерностей, количественного описания и объяснения механизмов взаимодействия лекарств с организмом, что является основой для конструирования инновационных лекарственных средств. Указанные закономерности изложены в монографии «Физико-химическая фармакология» (2004 г.), за которую ему присуждена премия НАМН Украины. Обоснованны научные подходы конструирования и внедрения в широкую медицинскую практику инновационных лекарственных средств с нейротропными (феназепам, гидазепам, левана) и иммуннотропными (амиксин) свойствами. Их эффективность и безопасность доказана экспериментальными исследованиями, отвечающими национальным и международным стандартам. Препараты введены в оборот под собственными торговыми названиями, права на использование которых защищены законодательством Украины и включены в Государственный формуляр лекарственных средств. Препараты используются в широкой медицинской практике, а также как штатные средства медицинской помощи для силовых структур. Субстанции и лекарственные препараты зарегистрированы за пределами Украины и экспортируются в Россию, Казахстан, Беларусь, Армению, Грузию, Киргизию, Молдову, Туркменистан, Узбекистан и Швейцарию.
За создание и выпуск отечественных оригинальных лекарственных средств Н. Я. Головенко вместе с группой сотрудников ФХИ им. А. В. Богатского НАН Украины и ОДО «ИнтерХим» была присуждена Государственная премия Украины в области науки и техники и премия имени А. Киприанова НАН Украины. Н. Я. Головенко — автор более 500 научных работ, в том числе 12 монографий и 27 патентов на изобретение. Среди учеников Н. Я. Головенко — 7 докторов и 26 кандидатов наук. Научную деятельность Николай Головенко сочетает с педагогической и научно-организационной. В течение последних 25 лет он является профессором Одесского национального университета им. И. И. Мечникова, членом редакционных советов и коллегий ряда научных изданий, а также трёх специализированных советов по защитам докторских диссертаций. Он является научным консультантом ОДО «ИнтерХим» и Государственного экспертного центра МЗ Украины Архивная копия от 28 октября 2019 на Wayback Machine.

## Законодательные инициативы
Н. Я. Головенко хорошо известен общественности страны как человек, имеющий активную позицию в развитии и становлении украинского государства. В 1990 году был избран народным депутатом Украины по мажоритарному избирательному округу № 296 Киевского района города Одессы. Он был единственным беспартийным среди народных депутатов Одесской области.  Всю каденцию Верховного Совета Украины работал председателем подкомиссии по вопросам науки парламентской Комиссии по вопросам народного образования и науки. Автор законопроекта «Об основе научно-технической политики» Архивная копия от 12 июня 2018 на Wayback Machine . Закон был введён Верховным Советом Украины в действие 13.12.1991 г. и впервые в Украине определял правовые, организационные и финансовые основы функционирования и развития научно-технической сферы, создавал условия для научной и научно-технической деятельности, обеспечения потребностей общества и государства в технологическом развитии. Н. Я. Головенко — один из авторов законопроекта «Об информации», введеного в действие Верховным Советом Украины 02.10. 1992 г. В Законе прописаны основные направления государственной информационной политики, которые заключались в обеспечении доступа каждого к информации, создании условий для формирования в Украине информационного общества, обеспечении открытости и прозрачности деятельности субъектов властных полномочий, создании информационных систем и сетей информации, развитии электронного управления, обеспечении информационной безопасности Украины, содействии международному сотрудничеству в информационной сфере и вхождению Украины в мировое информационное пространство.
Он является одним из основателей Академии медицинских наук Украины и Фармакологического комитета МЗ Украины.

## Основные труды
- Транквилизаторы (1,4-Бенздиазепины и родственные структуры). Киев: Наукова Думка, 1980, 276 с.
- Механизм реакций метаболизма ксенобиотиков в биологических мембранах. Киев: Наукова Думка, 1981, 217 с.
- Физико-химическая фармакология. Одесса, Астропринт, 2004.-740 с.
- Биохимическая фармакология пролекарств. Одесса, Экология, 2007.-358 с.
- Філософія фармацевтичних інновацій. Вісник НАН України. 2012, № 3. — С. 59-66 Архивная копия от 12 мая 2018 на Wayback Machine.
- An effector analysis of the interaction of propoxazepam with antagonists of GABA and glycine receptors. Neurochemical Journal, 2017, Vol. 11, No. 4, Р. 302—308.  Архивная копия от 5 июня 2018 на Wayback Machine
- Pharmacodynamics of Interaction between Propoxazepam and a GABA-Benzodiazepine Receptor-Ionofor Complex. Neurophysiology. 2018; 50. 1, Р. 2-10.